# Roberto Gayón
Roberto Gayón Marquez (11 marzo 1910 – 2006) è stato un calciatore messicano, di ruolo attaccante.

## Carriera
In carriera, Gayón giocò per la squadra messicana dell'America.
Con la Nazionale messicana, Gayón disputò il campionato del mondo 1930 in cui giocò due partite e segnò un gol contro l'Argentina.